# Cuspidaria inflata
Cuspidaria inflata är en musselart som först beskrevs av John Gwyn Jeffreys 1876.  Cuspidaria inflata ingår i släktet Cuspidaria och familjen Cuspidariidae. Inga underarter finns listade i Catalogue of Life.